# 筑北パーキングエリア
筑北パーキングエリア（ちくほくパーキングエリア）は、長野県東筑摩郡麻績村（岡谷方面）及び筑北村（更埴方面）の長野自動車道上にあるパーキングエリア。筑北スマートインターチェンジは松本方面5.5kmの場所である。

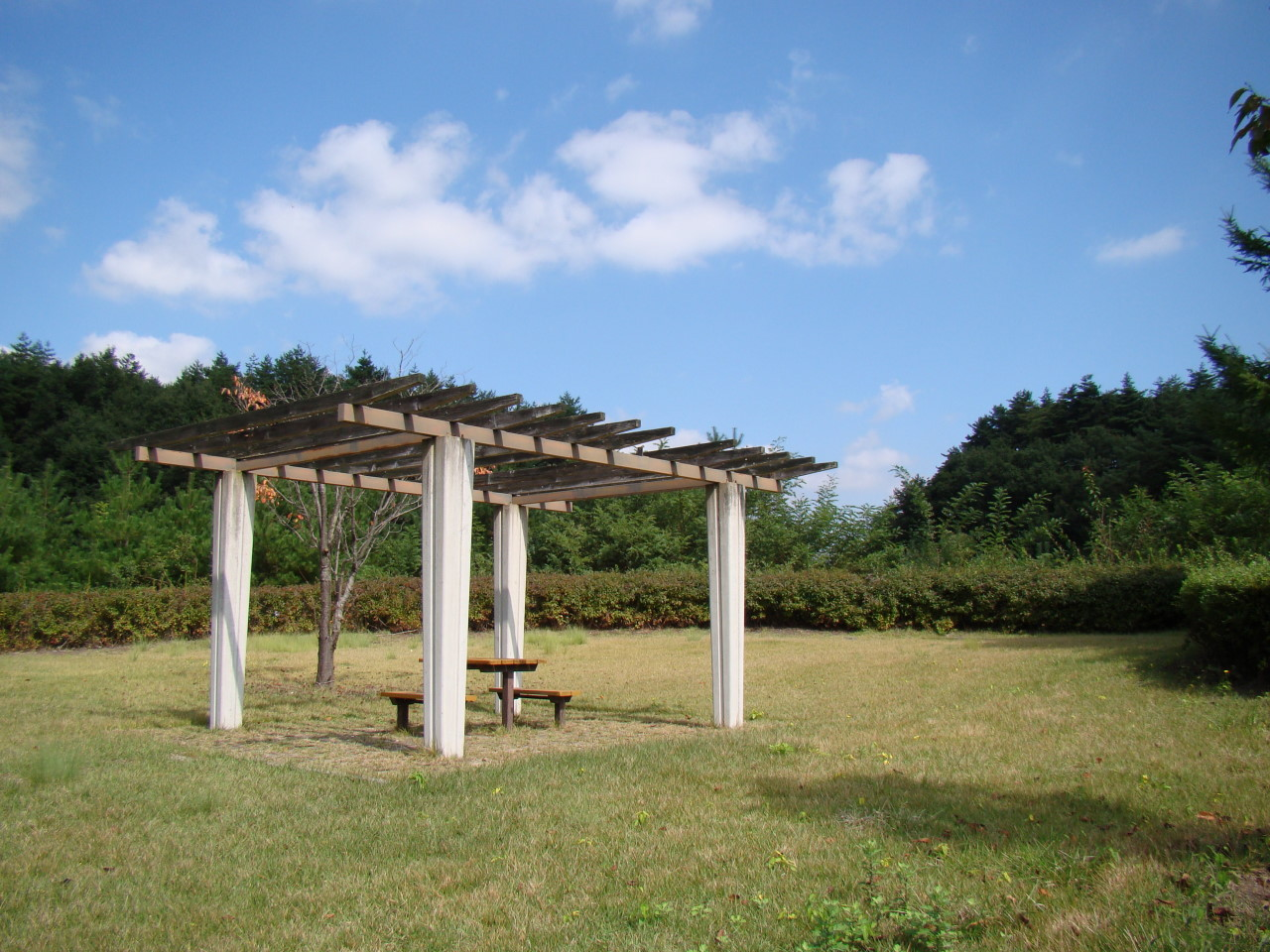
芝生の広場と四阿

## 道路
- E19 長野自動車道

## 施設
上下線とも設備は自動販売機とトイレのみで、売店は無く朝夕に清掃作業員が来て作業する以外無人である。

### 上り線（東京・名古屋方面）
- 駐車場
  - 大型22台
  - 小型43台
- トイレ
  - 男性　大3（和式1・洋式2）・小11
  - 女性　13（和式2・洋式11）
    - 同伴の男児用　1

  - 車椅子用　1
- 自動販売機

### 下り線（長野方面）
- 駐車場
  - 大型22台
  - 小型43台
- トイレ
  - 男性　大3（和式1・洋式2）・小11
  - 女性　13（和式2・洋式11）
    - 同伴の男児用　1

  - 車椅子用　1
- 自動販売機

## 隣
E19 長野自動車道
(5) 安曇野IC - (5-1) 筑北SIC - 筑北PA - (6) 麻績IC